# Takefusa Kubo
Takefusa Kubo (久保 建英 Kubo Takefusa, født 4. juni 2001) er en japansk professionel fodboldspiller der spiller som offensiv midtbane for Real Madrid Castilla.
Baseret på hans præstationer, er han også blevet kaldt den 'japanske Messi'.